# Meucat (Syamtalira Aron)
Meucat is een bestuurslaag in het regentschap Aceh Utara van de provincie Atjeh, Indonesië. Meucat telt 728 inwoners (volkstelling 2010).